# Larry the Cable Guy
Larry the Cable Guy, artistnamn för Dan Whitney, född 1963 i Pawnee City, Nebraska, USA, är en amerikansk komiker, skådespelare, producent och manusförfattare.

## Filmografi (i urval)
- 2006 – Bilar (röst)
- 2006 – Bärgarn och Spökljuset (röst; kortfilm)
- 2008–2012 – Cars Toons (TV-serie) (röst)
- 2011 – Bilar 2 (röst)
- 2017 – Bilar 3 (röst)
- 2021 – The Masked Singer (TV-program)
- 2022 – Bilar på väg (TV-serie) (röst)